# Duna-hidak

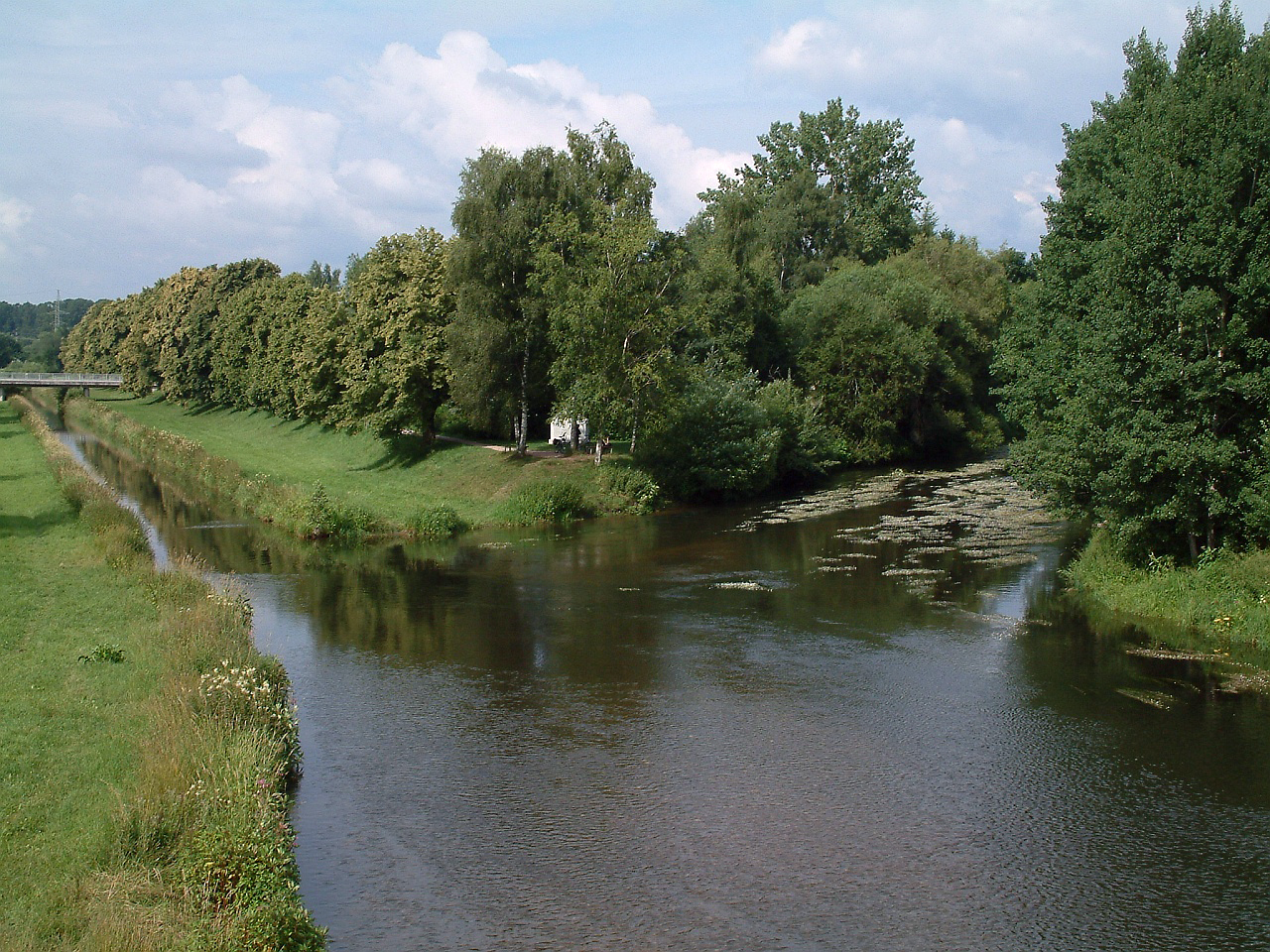
A Breg és a Brigach összefolyása, innentől „Duna” a neve a folyónak

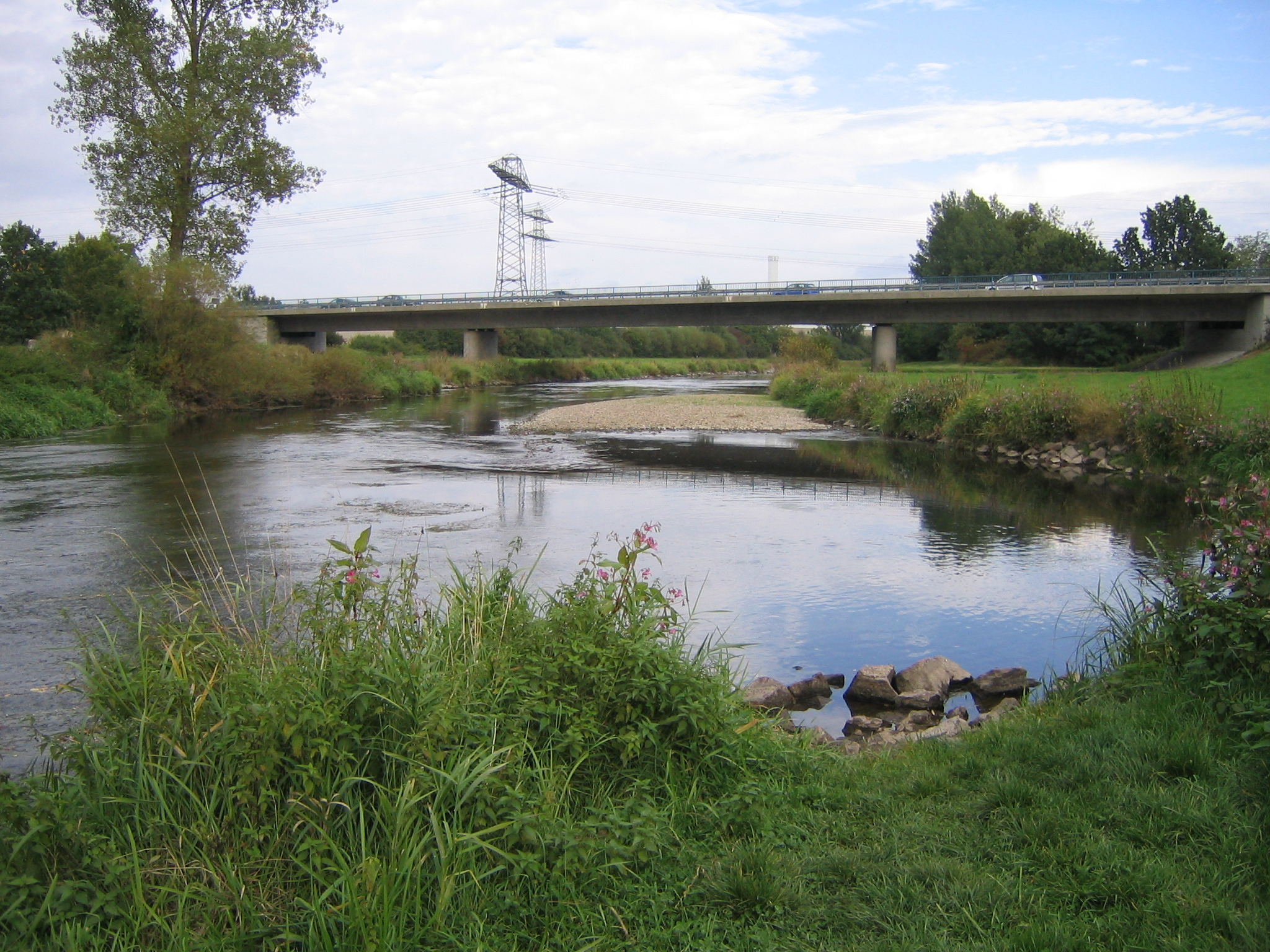
Az első Duna-híd Donaueschingen szélén

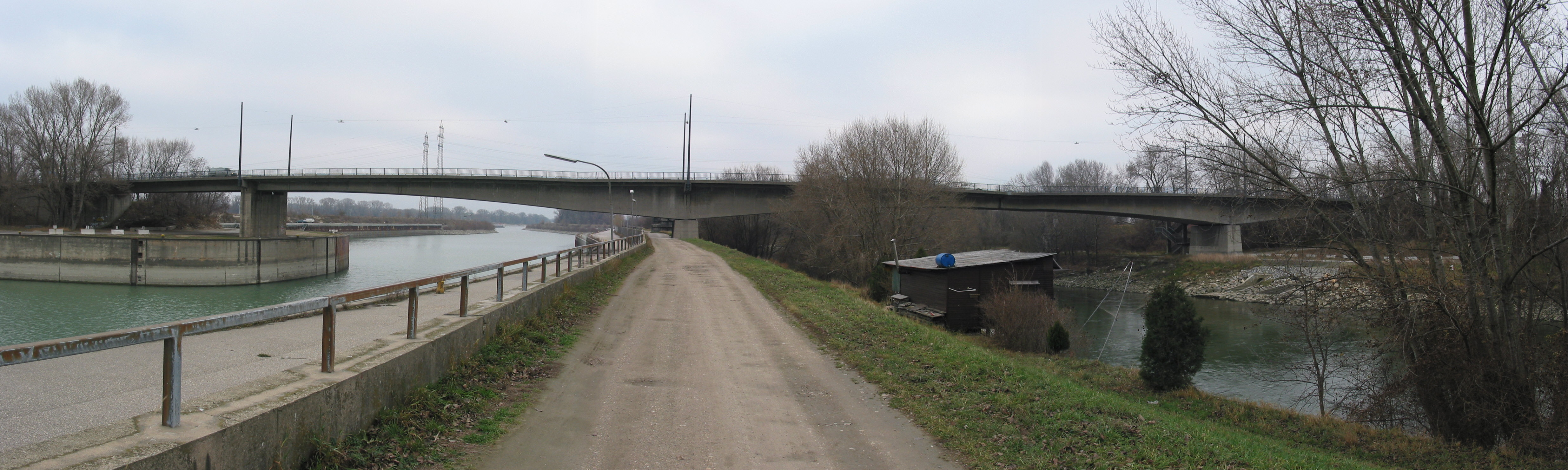
Freudenauer Brücke. Ez az utolsó közúti híd a bécsi Duna-csatornán

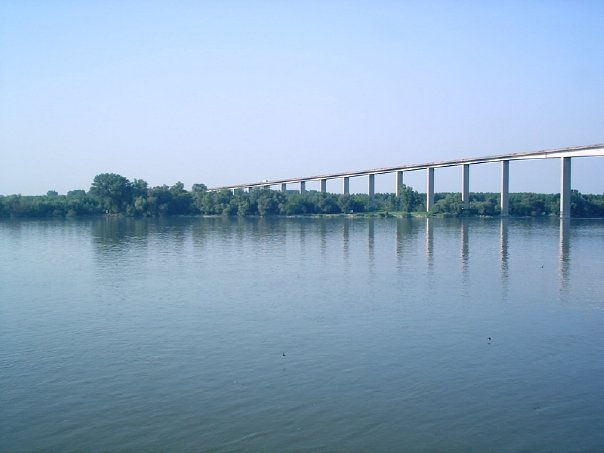
A Béskai híd Szerbiában

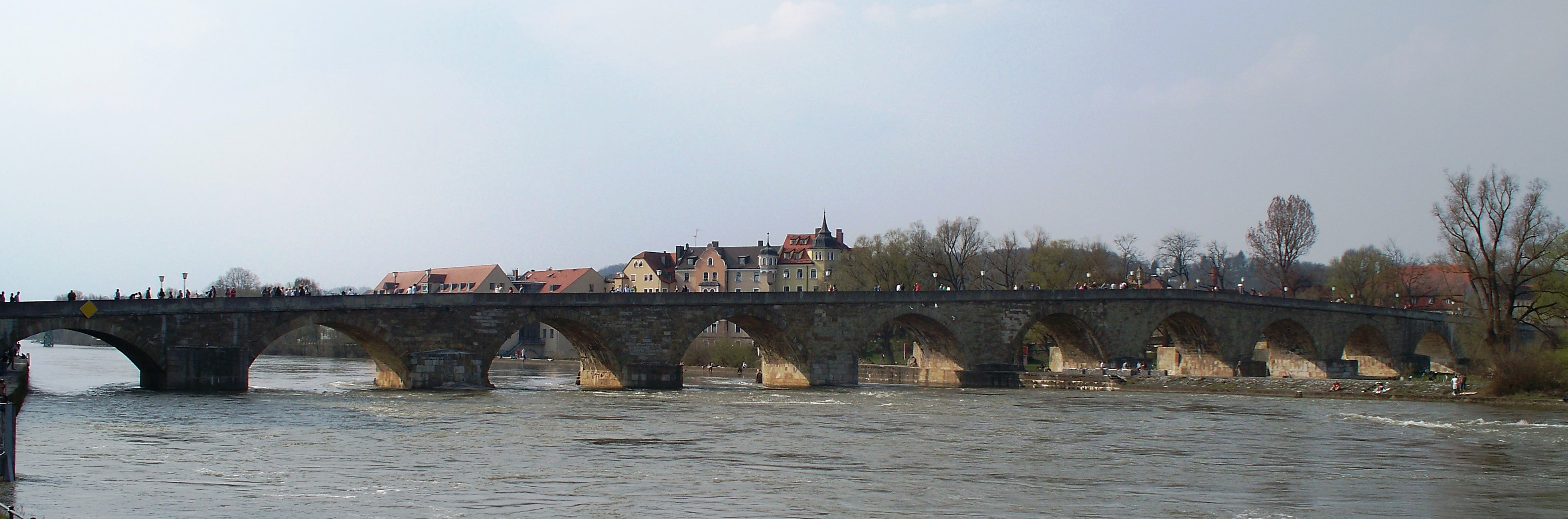
Steinerne Brücke, Regensburg, Bajorország

A Dunán összesen 342 híd van. A Duna-hidak száma 295, a hajózható Duna-ágakon 47 híd található. Érdekesség, hogy 26 duzzasztóművön is lehetséges az átkelés  gyalogosan és kerékpárral. Van néhány, amelyen közúti közlekedés is folyik.
Van néhány csőhíd, mely gáz és közműátvezetésre szolgál. Bécs alatt kettő, Szendrőnél (Smederevo) egy, továbbá Újmoldovánál (Moldova Noua) egy használaton kívüli, mai állapotában torzó. Ezért csak megemlítjük azokat.
A hajózható Duna-ágak: Regensburg, Bécs és Budapest környéke. A bécsi Duna-csatorna (Donaukanal) különösen gazdag hidakban – 33 köti össze a két partot.

## Hidak jellemzőik szerint

### A Duna-hidak mérete
A Duna-hidak mérete rendkívül széles határok között változik: a legkisebb hídnyílás 9 m, a legnagyobb 351 m, a legrövidebb híd 25 m, a leghosszabb 2250 m.
A Duna leghosszabb hídja a Béskai híd. Ez egy autópályahíd, feszített vasbeton szerkezettel.

### A hidak hossza
A hidak hossza a Duna összes hídjának átlagában 300 m. Általában a folyásirányban nő a híd hossza, a szélső értékek 80, ill. 2200 m. Az összes hídhossz közel 90 km. Németországban 212 híd van, ezek Kelheimig (innen hajózható a Duna) viszonylag kicsinyek, a Duna-hidakról írt szakmunkák egy kivételével nem szólnak ezekről.

### Hídsűrűség
A hídsűrűség rendkívül széles határok között mozog az egyes országok területén: az átlagos távolság 2 és 240 km között van. Természetes, hogy a nem hajózható szakaszokon 2–3 km-enként van híd, hisz ezek általában 200 m-nél nem hosszabbak és nem nagy nyílásúak. A százszoros hídsűrűség-viszonyszám a folyó szélességének, a Duna menti országok gazdasági erejének, eltérő szempontú gazdaságpolitikájának a következménye.

### A hidak kora
Fontos szempont a hidakat koruk szerint is besorolni. Ám az újjáépítések, átépítések miatt nehéz megmondani, hogy egy híd hány éves. Mert az alépítmény (pillér, hídfő) általában az eredeti építéskori, a felszerkezet pedig többször is átépülhetett. Közelítően 210 híd tekinthető 1945 (a második világháború) után épültnek, illetve újjáépültnek, ez utóbbiak száma 37, így 173 híd tekinthető 65 évnél fiatalabbnak, ez közelítően a hídállomány 60 százaléka. 100 évnél idősebbnek 24 híd tekinthető, ez a hídállomány kb. 8 százaléka. Ez nem tűnik soknak, mégsem kis feladat a rendszeres hídüzemeltetés és -fenntartás mellett Duna-hidakat felújítani, átépíteni.
Ma a regensburgi Steinerne Brücke-t (Kőhidat) tekintjük a folyó legrégebbi állandó hídjának. 1135-46 között 16 nyílású kőhídnak épült, 14 nyílással a mai napig áll. Dicséri építői tudását. Fennmaradását a helyi kedvező körülmények tették lehetővé.

## Hidak országok szerint

### Szlovákia
| Híd                            | Folyamkilométer | Hídon vezető útvonalak | Elhelyezkedés | Átadás éve     | Koordináták |
| ------------------------------ | --------------- | ---------------------- | ------------- | -------------- | ----------- |
| Lafranconi híd                 | 1871,35 km      | D2-es autópálya        | Pozsony       | 1992           |             |
| Szlovák Nemzeti Felkelés hídja | 1869,1 km       | közúti híd             | Pozsony       | 1972           |             |
| Öreg híd                       | 1868,14 km      | villamos               | Pozsony       | 1891/1946/2016 |             |
| Apollo híd                     |                 | közúti híd             | Pozsony       | 2003           |             |
| Kikötői híd                    | 1866,4 km       | D1-es autópálya, vasút | Pozsony       | 1977           |             |
| Ártéri híd                     |                 | D4-es autópálya        | Pozsony       | 2021           |             |
| Bősi vízierőmű                 |                 | közúti híd             | Bős           | 1996           |             |

### Szlovák–magyar határ
| Híd                           | Folyamkilométer | Hídon vezető útvonalak | Elhelyezkedés      | Átadás éve     | Koordináták |
| ----------------------------- | --------------- | ---------------------- | ------------------ | -------------- | ----------- |
| Vámosszabadi híd              | 1806,4 km       | 14-es főút             | Vámosszabadi–Medve | 1942/1973      |             |
| Monostori híd                 | 1770,57 km      | 131-es főút            | Komárom–Komárom    | 2020           |             |
| Komáromi vasúti összekötő híd | 1770,4 km       | vasúti híd             | Komárom–Komárom    | 1910/1955      |             |
| Erzsébet híd                  | 1767,8 km       | 13-as főút             | Komárom–Komárom    | 1892/1946      |             |
| Esztergomi híd                |                 | M10 autópálya          | Esztergom–Párkány  | tervezett      |             |
| Mária Valéria híd             | 1718,8 km       | közúti híd             | Esztergom–Párkány  | 1895/1927/2001 |             |

### Magyarország
| Híd                     | Folyamkilométer             | Hídon vezető útvonalak                             | Elhelyezkedés              | Átadás éve                                 | Koordináták                                                                      |
| ----------------------- | --------------------------- | -------------------------------------------------- | -------------------------- | ------------------------------------------ | -------------------------------------------------------------------------------- |
| Váci híd                | 1676 km                     | 213-as főút                                        | Vác                        | tervezett                                  |                                                                                  |
| Megyeri híd             | 1659,8 km                   | M0-s autóút észak                                  | Budapest–Dunakeszi         | 2008                                       | é. sz. 47° 36′ 26″, k. h. 19° 05′ 32″47.607133°N 19.092214°EMegyeri híd          |
| Aquincumi híd           | 1654,6 km                   | közúti híd                                         | Budapest                   | tervezett                                  |                                                                                  |
| Újpesti vasúti híd      | 1654,7 km                   | Budapest–Esztergom-vasútvonal                      | Budapest                   | 1896/1955/2008                             | é. sz. 47° 33′ 47″, k. h. 19° 04′ 03″47.563125°N 19.067411°EÚjpesti vasúti híd   |
| Árpád híd               | 1651,4 km                   | Róbert Károly körút – Vörösvári út/Szentendrei út  | Budapest                   | 1950/1984                                  | é. sz. 47° 32′ 16″, k. h. 19° 03′ 12″47.537778°N 19.053333°EÁrpád híd            |
| Margit híd              | 1648,8 (j) / 1648,65 (b) km | Margit körút – Margit-sziget – Szent István körút  | Budapest                   | 1876/1948/2011                             | é. sz. 47° 30′ 53″, k. h. 19° 02′ 37″47.514722°N 19.043611°EMargit híd           |
| Kossuth híd             |                             | Batthyány tér – Kossuth Lajos tér                  | Budapest                   | 1945 (lebontva 1960)                       |                                                                                  |
| Széchenyi lánchíd       | 1647,03 km                  | Clark Ádám tér – Széchenyi István tér              | Budapest                   | 1849/1949                                  | é. sz. 47° 29′ 56″, k. h. 19° 02′ 37″47.498889°N 19.043611°ESzéchenyi lánchíd    |
| Erzsébet híd            | 1646,04 km                  | Hegyalja út – Rákóczi út                           | Budapest                   | 1903/1964                                  | é. sz. 47° 29′ 27″, k. h. 19° 02′ 56″47.490833°N 19.048889°EErzsébet híd         |
| Szabadság híd           | 1645,29 km                  | Vámház körút – Bartók Béla út                      | Budapest                   | 1896/1946/2009                             | é. sz. 47° 29′ 09″, k. h. 19° 03′ 18″47.485833°N 19.055000°ESzabadság híd        |
| Petőfi híd              | 1644,305 km                 | Irinyi út – Ferenc körút                           | Budapest                   | 1937/1952                                  | é. sz. 47° 28′ 44″, k. h. 19° 03′ 48″47.478889°N 19.063333°EPetőfi híd           |
| Rákóczi híd             | 1643,12 km                  | Szerémi út – Könyves Kálmán körút                  | Budapest                   | 1995                                       | é. sz. 47° 28′ 07″, k. h. 19° 04′ 03″47.468611°N 19.067500°ERákóczi híd          |
| Összekötő vasúti híd    | 1643,085 km                 | Budapest–Hegyeshalom–Rajka-vasútvonal              | Budapest                   | 1877/1913/1946/1953                        | é. sz. 47° 28′ 06″, k. h. 19° 04′ 02″47.468431°N 19.067361°EÖsszekötő vasúti híd |
| Galvani-híd             | 1641 km                     | közúti híd                                         | Budapest                   | tervezett                                  |                                                                                  |
| Albertfalvai híd        | 1639 km                     | közúti híd                                         | Budapest                   | tervezett                                  |                                                                                  |
| Deák Ferenc híd         | 1632,855 km                 | M0-s autóút dél                                    | Budapest–Szigetszentmiklós | 1990/2013                                  | é. sz. 47° 23′ 21″, k. h. 19° 00′ 51″47.389097°N 19.014031°EDeák Ferenc híd      |
| Dunaújvárosi vasúti híd |                             | V0 vasútvonal                                      | Dunaújváros                | tervezett                                  |                                                                                  |
| Pentele híd             | 1571,655 km                 | M8-as autópálya                                    | Dunaújváros–Dunavecse      | 2007                                       | é. sz. 46° 54′ 11″, k. h. 18° 57′ 27″46.903147°N 18.957522°EPentele híd          |
| Beszédes József híd     | 1560,56 km                  | 52-es főút                                         | Dunaföldvár–Solt           | 1930/1947/2001                             | é. sz. 46° 48′ 38″, k. h. 18° 55′ 59″46.810536°N 18.933147°EBeszédes József híd  |
| Tomori Pál híd          | 1520,000 km                 | 512-es főút                                        | Paks–Kalocsa               | 2024                                       | é. sz. 46° 32′ 12″, k. h. 18° 53′ 46″46.536622°N 18.896006°ETomori Pál híd       |
| Szent László híd        | 1498,79 km                  | M9-es autóút                                       | Szekszárd–Dusnok           | 2003                                       | é. sz. 46° 21′ 08″, k. h. 18° 53′ 44″46.352283°N 18.895553°ESzent László híd     |
| Türr István híd         | 1480,19 km                  | 55-ös főút és Bátaszék–Baja–Kiskunhalas-vasútvonal | Baja–Pörböly               | 1908/1950/1999                             | é. sz. 46° 11′ 35″, k. h. 18° 55′ 38″46.193017°N 18.927183°ETürr István híd      |
| Mohácsi Duna-híd        |                             | 57-es főút                                         | Mohács                     | tervezett (az építkezés 2024-ben kezdődik) |                                                                                  |

### Szerb–horvát határ
| Híd                     | Folyamkilométer | Hídon vezető útvonalak | Elhelyezkedés    | Átadás éve              | Koordináták                                                                             |
| ----------------------- | --------------- | ---------------------- | ---------------- | ----------------------- | --------------------------------------------------------------------------------------- |
| Kiskőszeg–Bezdán híd    | 1424,8 km       | közúti híd             | Kiskőszeg–Bezdán | 1974                    | é. sz. 45° 50′ 39″, k. h. 18° 51′ 28″45.844139°N 18.857917°EKiskőszeg–Bezdán közúti híd |
| Erdőd–Gombos közúti híd | 1366,73 km      | közúti híd             | Erdőd–Gombos     | 1980-as évek eleje/1999 | é. sz. 45° 31′ 32″, k. h. 19° 05′ 07″45.525528°N 19.085167°EErdőd–Gombos közúti híd     |
| Erdőd–Gombos vasúti híd | 1366,5 km       | vasúti híd             | Erdőd–Gombos     | 1911/1947/2006          | é. sz. 45° 31′ 29″, k. h. 19° 05′ 15″45.524806°N 19.087583°EErdőd–Gombos vasúti híd     |
| Újlak–Palánka híd       | 1297 km         | közúti híd             | Újlak–Palánka    | 1974/2002               | é. sz. 45° 13′ 58″, k. h. 19° 24′ 06″45.232778°N 19.401667°EÚjlak–Palánka híd           |

### Szerbia
| Híd                               | Folyamkilométer | Hídon vezető útvonalak | Elhelyezkedés    | Átadás éve                                 | Koordináták                                                                     |
| --------------------------------- | --------------- | ---------------------- | ---------------- | ------------------------------------------ | ------------------------------------------------------------------------------- |
| Szabadság híd (Most Slobode)      | 1257,6 km       | közúti híd             | Újvidék          | 1981/2005                                  | é. sz. 45° 13′ 58″, k. h. 19° 50′ 56″45.232778°N 19.848889°ELiberty Bridge      |
| Péterváradi híd (Varadinski most) | 1255 km         | közúti híd             | Újvidék          | 1928/1945/2000                             | é. sz. 45° 15′ 17″, k. h. 19° 51′ 27″45.254653°N 19.857472°EPéterváradi híd     |
| Boško Perošević híd               | 1254,2 km       | közúti és vasúti híd   | Újvidék          | 2000 (lebontva 2019)                       | é. sz. 45° 15′ 41″, k. h. 19° 51′ 35″45.261481°N 19.859656°ERoad-Railway Bridge |
| Žeželj híd (Žeželjev most)        | 1254,1 km       | közúti és vasúti híd   | Újvidék          | 1961/2018                                  | é. sz. 45° 15′ 44″, k. h. 19° 51′ 37″45.262139°N 19.860250°EŽeželj híd          |
| Béskai híd                        | 1232,05 km      | E75 (európai út)       | Béska            | 1975/2011                                  | é. sz. 45° 10′ 11″, k. h. 20° 04′ 47″45.169722°N 20.079722°EBéskai híd          |
| Pupin híd (Pupinov most)          |                 | közúti híd             | Belgrád          | 2014                                       | é. sz. 44° 51′ 52″, k. h. 20° 22′ 52″44.864500°N 20.381100°EPupin híd           |
| Pancsovai híd (Pančevački most)   | 1166,5 km       | közúti és vasúti híd   | Belgrád          | 1946                                       | é. sz. 44° 49′ 41″, k. h. 20° 29′ 31″44.828000°N 20.492000°EPancsovai híd       |
| Ada Huja híd                      |                 | közúti híd             | Belgrád          | tervezett (az építkezés 2024-ben kezdődik) |                                                                                 |
| Vinča–Pancsova híd                |                 | közúti híd             | Belgrád          | tervezett                                  |                                                                                 |
| Kevevára–Szendrő híd              | 1112,1 km       | közúti híd             | Szendrő–Kevevára | 1976                                       | é. sz. 44° 41′ 47″, k. h. 20° 57′ 10″44.696500°N 20.952800°EKevevárai híd       |

### Román–szerb határ
| Híd                  | Folyamkilométer | Hídon vezető útvonalak | Elhelyezkedés | Átadás éve       | Koordináták                                                                      |
| -------------------- | --------------- | ---------------------- | ------------- | ---------------- | -------------------------------------------------------------------------------- |
| Vaskapu I. vízerőmű  | 945 km          | közúti híd             |               | 1972             | é. sz. 44° 40′ 15″, k. h. 22° 31′ 45″44.670833°N 22.529167°EVaskapu II. vízerőmű |
| Traianus hídja       |                 | római út               |               | 105; lerombolták | é. sz. 44° 37′ 26″, k. h. 22° 40′ 01″44.623769°N 22.667050°ETraianus hídja       |
| Vaskapu II. vízerőmű | 863 km          | közúti híd             |               | 1984/2003        | é. sz. 44° 18′ 16″, k. h. 22° 33′ 54″44.304444°N 22.565000°EVaskapu II. vízerőmű |

### Román–bolgár határ
| Híd                         | Folyamkilométer | Hídon vezető útvonalak                      | Elhelyezkedés           | Átadás éve                        | Koordináták                                                                       |
| --------------------------- | --------------- | ------------------------------------------- | ----------------------- | --------------------------------- | --------------------------------------------------------------------------------- |
| Vidin–Calafat híd           | 796 km          | E79 (európai út) és vasút                   | Vidin–Calafat           | 2013                              | é. sz. 43° 59′ 38″, k. h. 22° 54′ 24″43.993889°N 22.906667°EVidin-Calafat híd     |
| Nagy Konstantin hídja       |                 | római út                                    | Oescus–Sucidava         | 328; a 4. sz. közepén lerombolták | é. sz. 43° 45′ 49″, k. h. 24° 27′ 25″43.763611°N 24.456944°ENagy Konstantin hídja |
| Nikápoly–Turnu Măgurele híd | 578 km          | közúti és vasúti híd                        | Nikápoly–Turnu Măgurele | tervezett                         |                                                                                   |
| Duna híd                    | 488,70 km       | E70 (európai út), E85 (európai út) és vasút | Rusze–Gyurgyevó         | 1954                              | é. sz. 43° 53′ 14″, k. h. 26° 00′ 27″43.887222°N 26.007500°EDuna híd              |
| Szilisztra–Călărași híd     | 380 km          | közúti és vasúti híd                        | Szilisztra–Călărași     | tervezett                         |                                                                                   |

### Románia
| Híd                   | Folyamkilométer | Hídon vezető útvonalak                 | Elhelyezkedés     | Átadás éve | Koordináták                                                                            |
| --------------------- | --------------- | -------------------------------------- | ----------------- | ---------- | -------------------------------------------------------------------------------------- |
| Cernavodăi híd        | 300,07 km       | A2-es autópálya, 800-as vasúti fővonal | Cernavodă–Feteşti | 1987       | é. sz. 44° 20′ 23″, k. h. 28° 01′ 01″44.339722°N 28.016944°ECernavodă Bridge           |
| Anghel Saligny híd    | 300,00 km       | vasút (használaton kívül)              | Cernavodă–Feteşti | 1895       | é. sz. 44° 20′ 25″, k. h. 28° 01′ 01″44.340350°N 28.017017°EAnghel Saligny Bridge      |
| Giurgeni–Vadu Oii híd | 238 km          | DN2A főút, E60 (európai út)            | Giurgeni–Vadu Oii | 1970       | é. sz. 44° 45′ 15″, k. h. 27° 52′ 36″44.754167°N 27.876667°EGiurgeni – Vadu Oii Bridge |
| Brăilai híd           | 165,8 km        | közút                                  | Brăila–Smârdan    | 2023       | é. sz. 45° 18′ 52″, k. h. 28° 00′ 12″45.314444°N 28.003333°EBrăila Bridge              |